# Protea linearifolia
Protea linearifolia är en tvåhjärtbladig växtart som beskrevs av Adolf Engler. Protea linearifolia ingår i släktet Protea och familjen Proteaceae. Inga underarter finns listade i Catalogue of Life.